# Aulacomnium turgidum
Aulacomnium turgidum là một loài rêu trong họ Aulacomniaceae. Loài này được Wahlenb. Schwägr. mô tả khoa học đầu tiên năm 1827.